# Jordi Fluvià Poyatos
Jordi Fluvià Poyatos (Tordera, 31 d'agost de 1984) és un jugador d'escacs català, que té el títol de Mestre Internacional des de 2006. És germà de l'MI Joan Fluvià Poyatos.
A la llista d'Elo de la FIDE del desembre de 2021, hi tenia un Elo de 2465 punts, cosa que en feia el jugador número 2 (en actiu) d'Andorra. El seu màxim Elo va ser de 2508 punts, a la llista de l'octubre de 2007 (posició 670 al rànquing mundial).

## Resultats destacats en competició
Jordi Fluvià va començar a destacar en els campionats per edats, essent campió d'Espanya el 1996 en els campionats sub-12, el 1998 guanya el sub-14, i el 2000 el sub-16. El 1998 va ser campió de Catalunya infantil, i els anys 2000, 2003 i 2004 campió de Catalunya juvenil, mentre que el 2002 va ser subcampió juvenil. El 2002 va ser campió provincial de Girona, mentre que els anys 2003 i 2004 en va ser subcampió.
El 2004 va participar en les Olimpíades d'escacs on va jugar i guanyar tres partides. El 2005 va ser subcampió de l'Obert Internacional Ciutat de Banyoles, darrere de Harmen Jonkman. El 2008 va ser subcampió del Catalunya absolut. També el 2008 va ser campió d'Espanya de seleccions autonòmiques amb la selecció catalana. El 2013 va quedar tercer empatat amb els mateixos 7½/9 amb el primer i segon classificats de l'Obert Internacional d'Escacs de Figueres Miquel Mas.
El juliol de 2016 fou subcampió de l'Obert de Platja d'Aro amb 6½ punts de 9, els mateixos punts que el GM Mikhail Krylov però amb millor desempat (el campió fou Mikhail Mozharov).

### Participació en olimpíades d'escacs
Jordi Fluvià ha participat, representant Espanya, en una vegada les Olimpíades d'escacs l'any 2004, amb un resultat de (+3 =0 –10), per un 100,0% de la puntuació.

## Shogi (escacs japonesos)
El 2017 fou campió del torneig Sakura Shōgi Espanya.